# Mistrzostwa Europy w biegu 24-godzinnym 1999
7. Mistrzostwa Europy w biegu 24-godzinnym 1999 – zawody lekkoatletyczne, które odbyły się 25 i 26 września 1999 w Weronie, Włochy.
Zawody odbyły się na bieżni lekkoatletycznej, a nie na trasie ulicznej, jak to ma miejsce w większości zawodów tego typu.

## Medaliści
|                         | 1. miejsce      | Rezultat   | 2. miejsce     | Rezultat   | 3. miejsce     | Rezultat   |
| Mężczyźni indywidualnie | Yiannis Kouros  | 262,324 km | Lubomir Hrmo   | 249,239 km | Alain Prual    | 234,823 km |
| Kobiety indywidualnie   | Irina Reutovich | 223,763 km | Helga Backhaus | 209,678 km | Rimma Paltseva | 202,082 km |